# 分水町

三条・燕地域における平成の大合併の地図。

分水町（ぶんすいまち）は、新潟県西蒲原郡に属した町。2006年3月20日、（旧）燕市、吉田町と合併し燕市となり消滅した。
町名は、この地で信濃川と分岐し、町の南西を流れる大河津分水路に由来する。（旧）燕市への通勤率は11.3%（平成17年国勢調査）。

## 地理
越後平野の中央部に位置しており、町域の西側に弥彦山脈と俗に呼ばれる山地があるほかは、平坦地となっている。
- 山：国上山
- 河川：西川、信濃川、大河津分水路

## 歴史
町の行政・経済の中心となる地蔵堂は、近世には西川舟運と寺泊港の連絡河岸として栄えた町である。
町域には国上山をはじめ、良寛ゆかりの遺跡が多くある。
- 1870年（明治3年） - 大河津分水路着工。
- 1872年（明治5年） - 大河津分水路工事中止を要求する一揆（悌輔騒動）が発生。
- 1896年（明治29年） - 横田切れ発生。
- 1922年（大正11年） - 大河津分水路完成。
- 1954年（昭和29年） - 国上村、地蔵堂町、島上村の合併により分水町が発足[2]。
- 1957年（昭和32年） - 五千石、野中才及び大川津が三島郡大河津村より編入。溝及び溝古新が西蒲原郡吉田町に分離合併。
- 2006年（平成18年）3月20日 - 燕市、吉田町と合併し燕市となり消滅。

## 経済

### 町内の主な企業
- 建設機械メーカー、北越工業の創業地および工場所在地

## 交通

### 鉄道
- 東日本旅客鉄道（JR東日本）
  - 越後線：分水駅

### 道路
- 高速道路
  - 町内に高速道路は通っていない。最寄りのICは北陸道の巻潟東IC、三条燕IC、中之島見附IC、西山ICなど。
- 一般国道
  - 国道116号
- 主要地方道
  - 新潟県道2号新潟寺泊線
  - 新潟県道18号燕地蔵堂線
  - 新潟県道68号燕分水線
- 道の駅
  - 道の駅国上

## 教育

### 高等学校
- 新潟県立分水高等学校

### 中学校
- 分水町立分水中学校

### 小学校
- 分水町立島上小学校
- 分水町立分水小学校
- 分水町立分水北小学校

## 娯楽
- 地蔵堂新栄座 - 1969年の分水町では唯一の映画館[3]。

## 名所・旧跡・観光スポット・祭事・催事
- 大河津分水路
  - 桜、資料館など
- 国上山
- 分水町良寛資料館
- 分水おいらん道中（4月）

## 出身有名人
- 上山善紀（近畿日本鉄道元社長・会長、大阪近鉄バファローズ元オーナー）
- 原田泰夫（将棋棋士、元日本将棋連盟会長）
- 原田亮介（日本経済新聞論説主幹、日本記者クラブ理事長）
- 星野順治（元福岡ソフトバンクホークス投手。東京都生まれ。出身中学が学区の関係で分水中学校なのであり、住居は隣接の吉田町）
- 丸山蘭那（中部日本放送アナウンサー）